# Chiesa di San Giacomo (Lisieux)
La chiesa di San Giacomo, in francese église Saint-Jacques, è un monumento storico di Lisieux, nella regione della Normandia, in Francia.
Ex chiesa, è oggi proprietà del comune e utilizzata come sala d'esposizioni; rappresenta un notevole esempio dell'architettura tardo-gotica nella regione.
È monumento storico di Francia dal 1840.

## Storia e descrizione

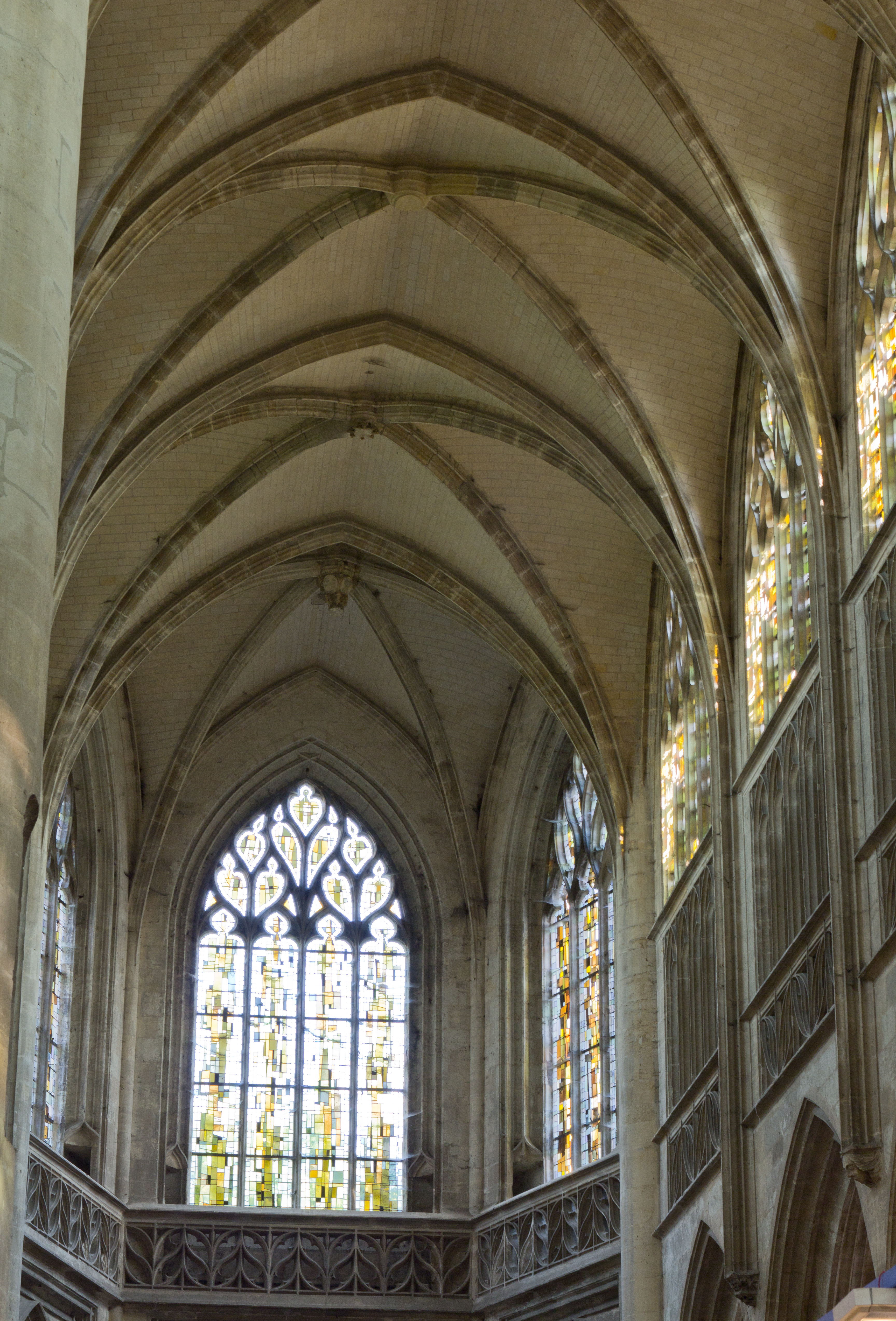
Veduta dell'interno.

All'inizio semplice cappella, ingrandita nel 1132, venne completamente rifatta nelle forme attuali nel XV secolo.
La prima pietra venne posta nel 1496 e nel 1501 erano già state collocate le vetrate del coro. Venne inaugurata solo il 1º giugno del 1540.
Mastro costruttore fu Guillemot de Samaison, un borghese locale, che concepì un edificio tardo gotico una pianta basilicale divisa in tre navate con cappelle laterali e coro . 
Se la planimetria era semplice, l'alzato risulta molto complesso nella decorazione, con profusione di statue, doccioni, pinnacoli, cornici e trafori tanto all'esterno come all'interno. Grandi finestroni fiammeggianti si aprono nelle pareti.
La torre della facciata rimase, tuttavia, incompiuta, e il portale principale è assai mutilo.